# Campeonato Paranaense 2022
El Campeonato Paranaense de Fútbol 2022 fue la 108.ª edición de la primera división de fútbol del estado de Paraná. El torneo fue organizado por la Federação Paranaense de Futebol (FPF). El torneo comenzó el 22 de enero y finalizó el 3 de abril.
Coritiba derrotó en la final a Maringá, consiguiendo así su título número 39, cinco años después de su último conseguido.

## Sistema de juego

### Primera fase
Los 12 equipos se enfrentan en modalidad de todos contra todos a una sola rueda. Culminadas las once fechas, los ocho primeros puestos acceden a los cuartos de final. Los dos últimos posicionados descenderán a Segunda División.

### Segunda fase
- Cuartos de final: Los enfrentamientos de cuartos de final se emparejan con respecto al puntaje de la primera fase, de la siguiente forma:
  - 1.º vs. 8.º
  - 2.º vs. 7.º
  - 3.º vs. 6.º
  - 4.º vs. 5.º

- Semifinales: Los enfrentamientos de las semifinales se jugarán de la siguiente forma:
  - (1.º vs. 8.º) vs. (4.º vs. 5.º)
  - (2.º vs. 7.º) vs. (3.º vs. 6.º)

- Final: Los dos ganadores de las semifinales disputan la final.

- Nota 1: Tanto cuartos de final, semifinales como la final se juegan en partidos de ida y vuelta, el equipo con menor puntaje acumulado hasta el momento del enfrentamiento hará como local en el primer partido.
- Nota 2: En caso de empate en puntos y diferencia de goles en cualquier llave, se definirá en tanda de penales. No se consideran los goles de visita.

### Clasificaciones
- Copa de Brasil 2023: Clasifican los cuatro mejores equipos que aún no se hayan clasificado a esta copa.
- Serie D 2023: Clasifican los tres mejores equipos de la tabla acumulada que no disputen la Serie A, Serie B o Serie C en la temporada 2022 o la Serie C en 2023.

## Equipos participantes
| Equipo               | Ciudad               | Estadio                | Capacidad | Posición 2021      | Títulos (último) |
| -------------------- | -------------------- | ---------------------- | --------- | ------------------ | ---------------- |
| Athletico Paranaense | Curitiba             | Arena da Baixada       | 42.372    | 4.º                | 26 (2020)        |
| Azuriz               | Pato Branco          | Pioneiros              | 1500      | 5.º                | 0                |
| Cianorte             | Cianorte             | Olímpico Albino Turbay | 3000      | 6.º                | 0                |
| Coritiba             | Curitiba             | Couto Pereira          | 40 512    | 9.º                | 38 (2017)        |
| FC Cascavel          | Cascavel             | Olímpico Regional      | 28 125    | 2.º                | 0                |
| Londrina             | Londrina             | Estadio do Café        | 30 000    | Campeón            | 5 (2021)         |
| Maringá              | Maringá              | Willie Davids          | 16 000    | 8.º                | 0                |
| Operário Ferroviário | Ponta Grossa         | Germano Krüger         | 10 632    | 3.º                | 1 (2015)         |
| Paraná               | Curitiba             | Vila Capanema          | 20 083    | 7.º                | 7 (2006)         |
| Rio Branco-PR        | Paranaguá            | Estradinha             | 4500      | 10.º               | 0                |
| São-Joseense         | São José dos Pinhais | Municipal do Pinhão    | 4047      | 1.º (2.ª división) | 0                |
| União                | Francisco Beltrão    | Anilado                | 5438      | 2.º (2.ª división) | 0                |

| Crecimiento | Equipos provenientes del Campeonato Paranaense de Segunda División 2021. |

## Primera fase

### Tabla de posiciones
| Pos. | Equipo               | Pts. | PJ | G | E | P | GF | GC | Dif. | Clasificación          |
| ---- | -------------------- | ---- | -- | - | - | - | -- | -- | ---- | ---------------------- |
| 1    | Operário Ferroviário | 21   | 11 | 6 | 3 | 2 | 19 | 9  | +10  | Fase final.            |
| 2    | Coritiba             | 21   | 11 | 6 | 3 | 2 | 15 | 8  | +7   | Fase final.            |
| 3    | Athletico Paranaense | 20   | 11 | 5 | 5 | 1 | 18 | 9  | +9   | Fase final.            |
| 4    | Maringá              | 19   | 11 | 6 | 1 | 4 | 12 | 10 | +2   | Fase final.            |
| 5    | FC Cascavel          | 18   | 11 | 5 | 3 | 3 | 14 | 12 | +2   | Fase final.            |
| 6    | Londrina             | 18   | 11 | 5 | 3 | 3 | 13 | 12 | +1   | Fase final.            |
| 7    | Cianorte             | 17   | 11 | 5 | 2 | 4 | 12 | 10 | +2   | Fase final.            |
| 8    | São-Joseense         | 16   | 11 | 4 | 4 | 3 | 10 | 8  | +2   | Fase final.            |
| 9    | Rio Branco-PR        | 12   | 11 | 4 | 0 | 7 | 14 | 19 | −5   |                        |
| 10   | Azuriz               | 11   | 11 | 3 | 2 | 6 | 7  | 13 | −6   |                        |
| 11   | União                | 7    | 11 | 2 | 1 | 8 | 13 | 21 | −8   | Descenso de categoría. |
| 12   | Paraná               | 4    | 11 | 1 | 1 | 9 | 5  | 21 | −16  | Descenso de categoría. |

 Fuente: FPF
Criterios de clasificación: 1) Puntos; 2) Partidos ganados; 3) Diferencia de gol; 4) Goles anotados; 5) Enfrentamiento directo entre los equipos en cuestión; 6) Menor cantidad de tarjetas rojas; 7) Menor cantidad de tarjetas amarillas; 8) Sorteo.

### Resultados
| Local \ Visitante    | ATH | AZU | CIA | COR | FCC | LON | MAR | OPE | PAR | RIO | SJO | UNI |
| -------------------- | --- | --- | --- | --- | --- | --- | --- | --- | --- | --- | --- | --- |
| Athletico Paranaense | —   | —   | 5–1 | —   | —   | —   | —   | 1–2 | 1–0 | 2–0 | 0–0 | 2–2 |
| Azuriz               | 0–2 | —   | —   | 1–0 | 0–0 | 0–1 | 3–0 | —   | —   | —   | —   | 2–1 |
| Cianorte             | —   | 2–0 | —   | —   | 0–0 | —   | —   | 1–1 | 3–0 | 2–1 | 2–0 | —   |
| Coritiba             | 0–0 | —   | 1–0 | —   | 0–0 | —   | 3–1 | —   | —   | 2–0 | —   | —   |
| FC Cascavel          | 3–4 | —   | —   | —   | —   | 2–0 | —   | —   | 2–1 | 3–0 | 2–1 | 2–1 |
| Londrina             | 1–1 | —   | 1–0 | 1–3 | —   | —   | 2–1 | —   | —   | —   | 1–0 | 4–2 |
| Maringá              | 0–0 | —   | 1–0 | —   | 1–0 | —   | —   | 2–0 | 1–0 | —   | —   | —   |
| Operário Ferroviário | —   | 3–0 | —   | 2–1 | 4–0 | 1–1 | —   | —   | —   | —   | 1–1 | 1–0 |
| Paraná               | —   | 2–1 | —   | 1–2 | —   | 0–0 | —   | 0–3 | —   | —   | —   | 1–3 |
| Rio Branco-PR        | —   | 2–0 | —   | —   | —   | 2–1 | 0–3 | 2–1 | 4–0 | —   | —   | —   |
| São-Joseense         | —   | 0–0 | —   | 1–1 | —   | —   | 2–0 | —   | 1–0 | 2–1 | —   | —   |
| União                | —   | —   | 0–1 | 1–2 | —   | —   | 0–2 | —   | —   | 3–2 | 0–2 | —   |

Notas:
1. ↑  Ganó por walkover.[2]

## Fase final

#### Cuadro de desarrollo
|  | Cuartos de final  | Cuartos de final         | Cuartos de final  | Cuartos de final     | Cuartos de final  |   |       | Semifinales       | Semifinales       | Semifinales       | Semifinales       | Semifinales       |  |   | Final                    | Final                    | Final                    | Final                    | Final                    |  |
|  | 12 al 20 de marzo | 12 al 20 de marzo        | 12 al 20 de marzo | 12 al 20 de marzo    | 12 al 20 de marzo |   |       | 23 al 27 de marzo | 23 al 27 de marzo | 23 al 27 de marzo | 23 al 27 de marzo | 23 al 27 de marzo |  |   | 30 de marzo y 3 de abril | 30 de marzo y 3 de abril | 30 de marzo y 3 de abril | 30 de marzo y 3 de abril | 30 de marzo y 3 de abril |  |
|  |                   |                          |                   |                      |                   |   |       |                   |                   |                   |                   |                   |  |   |                          |                          |                          |                          |                          |  |
|  |                   |                          |                   |                      |                   |   |       |                   |                   |                   |                   |                   |  |   |                          |                          |                          |                          |                          |  |
|  | 2                 | Coritiba                 | 1                 | 3                    | 4                 |   |       |                   |                   |                   |                   |                   |  |   |                          |                          |                          |                          |                          |  |
|  | 2                 | Coritiba                 | 1                 | 3                    | 4                 |   |       |                   |                   |                   |                   |                   |  |   |                          |                          |                          |                          |                          |  |
|  | 7                 | Cianorte                 | 0                 | 0                    | 0                 |   |       |                   |                   |                   |                   |                   |  |   |                          |                          |                          |                          |                          |  |
|  | 7                 | Cianorte                 | 0                 | 0                    | 0                 |   | 2     | Coritiba          | 2                 | 1                 | 3                 |                   |  |   |                          |                          |                          |                          |                          |  |
|  |                   |                          |                   |                      |                   |   | 2     | Coritiba          | 2                 | 1                 | 3                 |                   |  |   |                          |                          |                          |                          |                          |  |
|  |                   |                          | 3                 | Athletico Paranaense | 1                 | 1 | 2     |                   |                   |                   |                   |                   |  |   |                          |                          |                          |                          |                          |  |
|  | 3                 | Athletico Paranaense (p) | 3                 | Athletico Paranaense | 1                 | 1 | 2     | 0                 | 2                 | 2 (4)             |                   |                   |  |   |                          |                          |                          |                          |                          |  |
|  | 3                 | Athletico Paranaense (p) |                   |                      |                   |   |       |                   |                   | 2 (4)             |                   |                   |  |   |                          |                          |                          |                          |                          |  |
|  | 6                 | Londrina                 | 1                 | 1                    | 2 (2)             |   |       |                   |                   |                   |                   |                   |  |   |                          |                          |                          |                          |                          |  |
|  | 6                 | Londrina                 | 1                 | 1                    | 2 (2)             |   |       |                   |                   |                   |                   |                   |  | 2 | Coritiba                 | 2                        | 4                        | 6                        |                          |  |
|  |                   |                          |                   |                      |                   |   |       |                   |                   |                   |                   |                   |  | 2 | Coritiba                 | 2                        | 4                        | 6                        |                          |  |
|  |                   |                          | 4                 | Maringá              | 1                 | 2 | 3     |                   |                   |                   |                   |                   |  |   |                          |                          |                          |                          |                          |  |
|  | 4                 | Maringá                  | 4                 | Maringá              | 1                 | 2 | 3     | 1                 | 5                 | 6                 |                   |                   |  |   |                          |                          |                          |                          |                          |  |
|  | 4                 | Maringá                  |                   |                      |                   |   |       |                   |                   | 6                 |                   |                   |  |   |                          |                          |                          |                          |                          |  |
|  | 5                 | FC Cascavel              | 0                 | 0                    | 0                 |   |       |                   |                   |                   |                   |                   |  |   |                          |                          |                          |                          |                          |  |
|  | 5                 | FC Cascavel              | 0                 | 0                    | 0                 |   | 4     | Maringá (p)       | 1                 | 0                 | 1 (5)             |                   |  |   |                          |                          |                          |                          |                          |  |
|  |                   |                          |                   |                      |                   |   | 4     | Maringá (p)       | 1                 | 0                 | 1 (5)             |                   |  |   |                          |                          |                          |                          |                          |  |
|  |                   |                          | 1                 | Operário Ferroviário | 1                 | 0 | 1 (3) |                   |                   |                   |                   |                   |  |   |                          |                          |                          |                          |                          |  |
|  | 1                 | Operário Ferroviário     | 1                 | Operário Ferroviário | 1                 | 0 | 1 (3) | 1                 | 2                 | 3                 |                   |                   |  |   |                          |                          |                          |                          |                          |  |
|  | 1                 | Operário Ferroviário     |                   |                      |                   |   |       |                   |                   | 3                 |                   |                   |  |   |                          |                          |                          |                          |                          |  |
|  | 8                 | São-Joseense             | 2                 | 0                    | 2                 |   |       |                   |                   |                   |                   |                   |  |   |                          |                          |                          |                          |                          |  |
|  | 8                 | São-Joseense             | 2                 | 0                    | 2                 |   |       |                   |                   |                   |                   |                   |  |   |                          |                          |                          |                          |                          |  |
|  |                   |                          |                   |                      |                   |   |       |                   |                   |                   |                   |                   |  |   |                          |                          |                          |                          |                          |  |

Nota: El equipo que ocupa la primera línea es el que define la serie como local.
| Bandera del estado de Paraná |
| Campeón                      |
| Coritiba 39.no título        |

## Clasificación final
| Pos. | Equipo               | Pts. | PJ | G  | E | P | GF | GC | Dif. | Clasificación                       |
| ---- | -------------------- | ---- | -- | -- | - | - | -- | -- | ---- | ----------------------------------- |
| 1.°  | Coritiba (C)         | 37   | 17 | 11 | 4 | 2 | 28 | 13 | +15  | Copa de Brasil 2023.                |
| 2.°  | Maringá              | 27   | 17 | 8  | 3 | 6 | 22 | 17 | +5   | Copa de Brasil 2023 y Serie D 2023. |
| 3.°  | Operário Ferroviário | 26   | 15 | 7  | 5 | 3 | 23 | 12 | +11  | Copa de Brasil 2023.                |
| 4.°  | Athletico Paranaense | 24   | 15 | 6  | 6 | 3 | 22 | 14 | +8   | Copa de Brasil 2023.                |
| 5.°  | Londrina             | 21   | 13 | 6  | 3 | 4 | 15 | 14 | +1   | Copa de Brasil 2023.                |
| 6.°  | São-Joseense         | 19   | 13 | 5  | 4 | 4 | 12 | 11 | +1   | Serie D 2023.                       |
| 7.°  | FC Cascavel          | 18   | 13 | 5  | 3 | 5 | 14 | 18 | −4   | Serie D 2023.                       |
| 8.°  | Cianorte             | 17   | 13 | 5  | 2 | 6 | 12 | 14 | −2   |                                     |
| 9.°  | Rio Branco-PR        | 12   | 11 | 4  | 0 | 7 | 14 | 19 | −5   |                                     |
| 10.° | Azuriz               | 11   | 11 | 3  | 2 | 6 | 7  | 13 | −6   |                                     |
| 11.° | União                | 7    | 11 | 2  | 1 | 8 | 13 | 21 | −8   | Segunda División 2023.              |
| 12.° | Paraná               | 4    | 11 | 1  | 1 | 9 | 5  | 21 | −16  | Segunda División 2023.              |

Reglas de clasificación: 1) Puntos; 2) Partidos ganados; 3) Diferencia de gol; 4) Goles anotados; 5) Enfrentamiento directo entre los equipos en cuestión; 6) Menor cantidad de tarjetas rojas; 7) Menor cantidad de tarjetas amarillas; 8) Sorteo.

Nota: Dos de los cupos de clasificación para la Serie D 2023 pasaron a manos de São-Joseense y FC Cascavel, debido a que Coritiba y Athletico Paranaense disputan la Serie A en 2022, mientras que Operário Ferroviário y Londrina disputan la Serie B.

## Goleadores
| Pos. | Jugador          | Equipo               | Goles |
| ---- | ---------------- | -------------------- | ----- |
| 1    | Igor Paixão      | Coritiba             | 7     |
|      | Léo Gamalho      | Coritiba             | 7     |
| 3    | Rômulo           | Athletico Paranaense | 6     |
|      | Alef Manga       | Coritiba             | 6     |
| 5    | Marcelo          | Operário Ferroviário | 5     |
| 6    | Douglas Coutinho | Londrina             | 4     |
|      | Caprini          | Londrina             | 4     |
|      | Paulo Sérgio     | Operário Ferroviário | 4     |
|      | Robinho          | FC Cascavel          | 4     |
|      | Alemão           | Maringá              | 4     |